# ハードラックヒーロー
『ハードラックヒーロー』（Hard Luck Hero）は2003年に公開された日本の映画。V6の初主演映画作品でもある。

## 概要
SABU監督が、V6のために書き下ろした作品。
一般劇場公開はされず、2003年9月28日に全国5大都市（札幌・東京・名古屋・大阪・福岡）で開催されたイベント試写会での上映と、東京国際映画祭特別招待作品として上映されたのみ。
2003年11月27日にDVD&VHSリリース。2005年11月2日深夜にTBSで放送された。

## ストーリー
無国籍料理店で皿洗いのバイトをしている浅井タカシ（岡田准一）は店長の石井直人（井ノ原快彦）に呼び出される。
実はこの店はヤクザの経営で裏キックボクシング試合（トバク試合）も行っていた。ところが今日の試合の対戦相手のタイ人のボクサーがやってこない。仕方なくボクシング未経験の浅井を無理矢理ボクサーに仕立てて試合に臨む。
負けると思っていたが試合が始まった途端、浅井は弾みで勝ってしまった! 胴元のヤクザは試合が盛り上がらないのを怒って拳銃をぶっ放す。やむなくその場から逃げ出す二人。しかし、その場にはもう二組の男たちがいた。サラリーマンの池山忠志（坂本昌行）、岸本健太（長野博）、フリーターの藤田ケンジ（森田剛）、工藤ユウジ（三宅健）たちだ。
彼らも警察やヤクザに追われる羽目になり、それぞれの逃走劇がはじまった!

## キャスト
- 池山忠志：坂本昌行
- 岸本健太：長野博
- 石井直人：井ノ原快彦
- 藤田ケンジ：森田剛
- 工藤ユウジ：三宅健
- 浅井タカシ：岡田准一
- 西田尚美
- 堀部圭亮
- 古田新太
- 寺島進
- 塩見三省

## スタッフ
- 監督・原案・脚本：SABU
- 製作総指揮：ジャニー喜多川、松浦真在人
- 企画：藤島ジュリーK.、樋口慎太郎
- 音楽：村瀬恭久
- エンディングテーマ：V6「Hard Luck Hero」
- 挿入歌：V6「Darling」「強くなれ」
- 撮影：中堀正夫
- 美術：山崎輝
- 照明：丸山文雄
- 録音：臼井勝
- 編集：伊藤伸行
- 制作プロダクション：IMJエンタテインメント、小椋事務所
- 製作：株式会社ジャニーズ事務所、エイベックス株式会社

## テーマソング
- 主題歌：V6「Hard Luck Hero」
- 挿入歌：V6「Darling」・「強くなれ」